# 貫通南北方案
貫通南北方案是香港公共專業聯盟於2009年至2010年期間，就解決廣深港高速鐵路香港段之爭議，提出之另一方案。由於該方案建議高鐵以錦上路為香港終點站，坊間和香港政府亦稱之為錦上路方案。

## 背景
香港特別行政區政府在推動整個廣深港高速鐵路香港段計劃時，在財政支出、回收土地，以及車站選址、設計等問題上，引起了香港社會人士的關注與彼此之間的衝突，並發生了撐高鐵運動、反高鐵運動和香港反高鐵撥款警民衝突等事件。
公共專業聯盟同時指，政府提出之工程費用，超過沙中綫、南港島綫和西港島綫的總和，也足夠興建兩條青藏鐵路。即使按原來395億的預算，每公里的造價也高達1.9億美元，是全世界最費的英法跨海隧道的2.3倍，更是正在興建的京滬高鐵的7.8倍。
就著工程費用及菜園村、大角咀收地問題，由公共專業聯盟協調的「新高鐵專家組」，提出了一項新方案，表示以錦上路作為香港區總站，無需於上述兩個地方收地，及只需250億費用。

## 走線
「新高鐵專家組」建議用錦上路作為香港區總站，接駁港鐵錦上路站。另一方面，興建機場快線延線，由青衣站前往未來錦上路站。
之後，機場快線由香港站出發之列車，將以梅花間竹形式，一列開往錦上路，下一列則會開往機場站及博覽館站。

## 支持論點
根據公共專業聯盟所指，貫通南北方案有以下優點：
- 建設成本只需250億元，比西九龍方案節省逾300億元；
- 減低能源損耗和列車調度距離，營運成本大幅下降；
- 由於建設成本和營運成本大輻下降，市民可享受較低車資；
- 由於高鐵線隧道距離縮短16公里，毋須興建緊急維修站，減少徵地；
- 多達420萬香港居民(即62%的人口) ，使用高鐵時能縮短旅程時間；相對於西九總站方案，有45萬人因此增加旅程時間4分鐘；
- 可提供機場式服務: 旅客可在香港站和九龍站辦理市區登車手續，然後再在香港交匯站上車往返內地；
- 香港交滙站有足夠空間設計成綜合車站，在三條線之間接駁方便，旅客轉車的步行時間不超過兩分鐘；
- 新界居民、港島區居民，和機場乘客可更快捷利用高鐵往返內地，高鐵的乘客來源因而增多；
- 毋須遷拆菜園村，可充分利用錦上路站旁邊的官地，徵地興建維修車厰亦可避開主要村落和民居；
- 政府可隨時拍賣西九龍14公頃的土地，毋須拖延5年。

除此之外，民間也有聲音指這個方案能增加西鐵客流量，及無需浪費香港站多年之今尚未啟用之另一月台。「新高鐵專家組」主要成員之一黎廣德也指假如高鐵使用此方案，使用人力資源較少，會減少對其他民生小型工程的影響，不少民生工程可同時進行，不用多等幾年。
就西九方案需在大角咀收地的問題，此方案也無需影響大角咀的居民。
另一方面，支持錦上路方案者也反駁西九方案支持者，由建議高鐵西九站前往柯士甸站及九龍站，需要不少步行時間(往九龍站需要12分鐘)，足可抵銷總站設於非市區而帶來的額外行車時間。同時，香港是否邊緣化、不方便，根本不在數分鐘的差距。
蘋果日報於2010年1月12日報導，廖秀冬仍為環境運輸及工務局局長時，傾向高鐵使用和西鐵共用部份路軌「共用通道方案」，指西鐵乘客量在2030年以後接近飽和而需要加密班次，才考慮在這個時期在西九龍總站和邊界之間興建一條廣深港高速鐵路的專用路軌。但當她下台後，政府就立刻改用專用通道方案。

## 反對論點
- 政府於2009年11月16日，發佈了一份反駁錦上路方案的文件。主要論點如下：[5]
  - 機場快線和東涌線沒有剩餘的營運能力運作港島快線
  - 不能直接服務市中心
  - 嚴重低估工程造價
  - 需要更多收地範圍
  - 沒有完全考慮乘客來源而減低客運量
  - 誘發需求低
  - 延誤通車最少三年

- 要與機鐵同用路軌，將窒礙滿足東涌人口增長的能力，及機鐵發展空間，長遠削弱對機場使用者的整體效益。[6]

- 工程師學會質疑公共專業聯盟新方案的提議，建議將高鐵總站改在錦上路，節省開支。學會指公共專業聯盟未做過專業評估，估值粗疏，並無顧及車站鄰近交通的配套。[7]

- 香港大學專業進修學院院長、中國工程院院士李焯芬認為，「錦上路」方案屬構思階段，實際造價會更高，且會嚴重影響附近生態環境。[8]
- 政府代表與專家組舉行了一次會議後，即中斷正式接觸，表示拒絕再研究新方案，並在多個不同場合向立法會、政黨和傳媒對新方案提出多項質疑。

- 錦上路方案之月台數量較少，不足以應付。[9][5]:30-32

- 前布政司鍾逸傑表示絕不同意高鐵站設在錦上路，認為在西九文化區才合適。[10]

- 藍巴勒海峽不能興建橋墩，需興建較貴的斜拉索橋，加上鐵路大橋需更多前期工夫如風力測試等，工程變數大，按公專聯方案，鐵路2018年才能落成，比現計劃延遲3年；由於內地的高鐵網絡於2015年間相繼落成，各省市會競爭有利列車班次，香港將很難競爭。[11][5]:57

## 民意調查
- 公民黨所進行的電話調查指，只有21%市民認為政府已經就高鐵事宜充份諮詢市民，55%市民指高鐵總站不一定要設於西九龍市中心，只有14%市民認為政府應該全面拒絕錦上路方案。[12]

## 政黨 / 議員意見
- 泛民主派當中，除了李國麟外，全部反對於未有詳細討論下，撥款興建高鐵；但當中只有公民黨表明支持錦上路方案。
  - 湯家驊於個人Facebook表明支持。
  - 李卓人直指政府不願向區議員提供相關文件，不尊重菜園村居民，「強搶民地卻無適合補償」。
  - 黃成智和黃毓民聯名動議：「本委員會對80後青年、參與苦行的青年、反高鐵大聯盟及公共專業聯盟高度關注廣深港高鐵撥款，並就廣深港高鐵提供寶貴意見表示讚揚及致謝。」
- 建制派全部表示支持興建高鐵及西九方案，但未有人明確反對錦上路方案。
  - 梁美芬於接受記者訪問時，提及不少自己的個人旅遊經驗，指外國高鐵多數把總站設於市中心。[13]
  - 田北辰於個人網誌和新聞透視訪問中表明反對錦上路方案。[14][15]

## 結果
立法會財務委員會於2010年1月16日的投票，以31對21票，通過政府提出的有關撥款。換句話說，高鐵將以西九方案興建。由於這是政府提出之議案，所以無需分組點票。
香港高登討論區網民於2010年1月，因為不認同政府強行推銷西九方案，選出建制派、負責推廣的鄭汝樺及香港政府為高登2010年1月每月之星。
黎廣德於香港獨立媒體回應網民公開信時，指「不少專業人士受利益蒙敝，喪失獨立判斷的精神和捍衛公益的勇氣；二是政府顛倒黑白已到了無所不用其極的地步。」

## 相關人物
- 黎廣德
- 吳永輝
- 梁啟智